# Requiem: Avenging Angel
A Requiem: Avenging Angel egy első személyű akciójáték, melyet a Cyclone Studios fejlesztett és a 3DO, valamint a Ubisoft adott ki 1999-ben. A játék 2016-ban megjelent a GOG és a Steam kínálatában is. Magyarországon 2001 februárjában a PC Guru teljes játék-melléklete volt.

## Játékmenet
A játék a Káosz birodalmában kezdődik, amely egy bizarr átmeneti hely a mennyország és a Föld között. Hagyományos fegyverek hiányában a játékosnak itt az angyali képességeire kell hagyatkoznia védekezése során. Ezek az angyali erők hasonlóan működnek, mint a Star Wars Jedi Knight: Dark Forces II című játékban. Egy különleges képességgel a bullet time funkció is aktiválható: az idő lelassul, mi pedig kikerülhetjük a felénk tartó támadásokat vagy több ellenséggel is végezhetünk egyszerre.
A később megszerezhető fegyverek hagyományos akciójátékos darabok: pisztoly, rakétavető, vagy éppen railgun is van köztük, Ezenkívül egy különleges képességgel megszállhatunk ellenfeleket, s így az általuk használt, számunkra megszerezhetetlen fegyvereket is használhatjuk.
Akárcsak a szintén akkoriban megjelent játék, a Half-Life esetében, itt sincsenek pályák, hanem az egész játék egyetlen "pályába" van összefűzve, az egyes szekciók közti betöltéssel. A játék egy fiktív 21. század közepi történetet mesél el, ennek megfelelően a környezet is a valódi világban látható helyszínek stilizált változata: mint például egy bár, egy kórház, vagy épp egy erőmű.

## Történet
A Requiem története rengeteget merít a bibliai, illetve keresztény kánonból, emellett számos sci-fi elemet is tartalmaz. A háttértörténet szerint Isten, ahogy lenézett az általa teremtett Földre, nem volt elégedett. Az angyalok is látták ezt, és tudták, hogy ennek oka az ember kapzsisága, romlottsága és ostobasága. A legtöbb angyal várt arra, mi lesz Isten bölcsessége és milyen irányt szab ki annak érdekében, hogy ez változzon, de voltak, akik nem vártak erre, és leszálltak a Földre, hogy Isten elvárásait megfogalmazzák az embereknek. Később őket nevezték a Bukottaknak.
A 21. század közepére a Bukottak vezére, Lilith, már régen megszerezte az emberiség vezetőin keresztül a teljes hatalmat. A nép egy totalitárius rezsim elnyomása alatt egy csillagközi utazásra képes űrhajót, a Leviatánt építi. Ezzel ez űrhajóval az emberiség végre képes lenne elérni a csillagokat és megérinteni a mennyországot, és ez olyasvalami, amit Isten nem engedhet meg, Ha a Bukottak elérik céljukat, Istennek el kell indítania az Armageddont, és a Bukottak pontosan ezt akarják. A játék főhőse Malachi, aki egy angyal és Isten szolgája. Feladata megállítani a Bukottak mesterkedéseit, leállítani a Leviatán építését, és így elkerülni az ítéletnapot. Hogy ezt megtegye, a mennyországból először is alá kell szállnia a leginkább a pokolra emlékeztető Káosz birodalmába, és azon keresztül eljutni a Földre.
A játékban számos bibliai utalás van. A főhős, Malachi Malakiás próféta után lett elnevezve, amely héberül "hírnököm", "angyalom" jelentéssel is bír. Lilith, a Bukottak vezetője szintén ismeretes a középkori kánonból. A Leviatán űrhajó neve is a bibliából származik. Egyéb karakterek, mint Jonah vagy Elijah is bibliai nevet kaptak. A játék kézikönyvében Malachi valamennyi angyali képességét egy-egy bibliai idézettel támasztják alá.

## Fejlesztés
A játék koncepcióját és történetét nagyban inspirálta John Milton "Elveszett paradicsom" című műve. A fejlesztés során a játékot eredetileg úgy tervezték, hogy három epizódra lesz felosztva és mindegyik más idősíkon játszódik, de ezt végül elvetették.

## Fogadtatás
A Requiem a sajtó részéről meglehetősen langyos fogadtatásban részesült a megjelenésekor. A PC Zone kritikusa dicsérte a leginkább, különösen a jól megtervezett karaktermodelleket és a szép animációt. 89%-ot kapott a laptól, és megkapta az "Ajánlott" pecsétet.
Az IGN szerint ugyanakkor a játék unalmas és fantáziátlan, s noha az egyjátékos módban van impresszió, a többjátékos módra ez már nem mondható el. A laptól 67 százalékot kapott, és a "tűrhető" plecsnit. A GameSpot kritikusának tetszettek az angyali erők, amelyeket kreatívnak és a Jedi erőkhöz hasonlatosnak tartottak, mégis csak 73 százalékot adott a játékra, mert az egyébként jó játékelemek mellett semmi forradalmi nincs benne.
A negatív kritikák jó része egyetértett abban, hogy ennek oka az is, hogy a Half-Life hat hónappal korábban jelent meg, és mindent tudott, amit a Requiem is, de azt sokkal jobban. Sajnos a megfelelő marketingkampány is hiányzott, ami miatt nem övezte felfokozott várakozás. Ezzel szemben például a nem sokkal utána megjelent Kingpin: Life of Crime című játék hatalmas marketingkampányt kapott, botrányokkal is tarkítva. A langyos fogadtatás, és a riválisok erős marketingkampányával szembeni szinte teljes csend miatt a Requiem nem volt egy üzleti siker. Ez volt a Cyclone utolsó önálló játéka, mielőtt a 3DO felvásárolta őket.

## Fordítás
Ez a szócikk részben vagy egészben  a   Requiem: Avenging Angel című angol Wikipédia-szócikk ezen változatának fordításán alapul.  Az eredeti cikk szerkesztőit annak laptörténete sorolja fel. Ez a jelzés csupán a megfogalmazás eredetét és a szerzői jogokat jelzi, nem szolgál a cikkben szereplő információk forrásmegjelöléseként.